# Isangrim
Isangrim (mort le 4 janvier 941) est le dixième évêque de Ratisbonne de 930 à sa mort.

## Biographie
Comme les autres premiers évêques de Ratisbonne, il devient également abbé mineur de Saint-Emmeran.
Le diocèse de Ratisbonne est dévasté par les Invasions hongroises de l'Europe (en). Au moment où Arnulf de Carinthie se réconcilie avec Henri de Germanie, seuls quelques abbés se réunissent lors d'un synode provincial le 14 janvier 932 dans la cathédrale de Ratisbonne sous la présidence de l'archevêque Adalbert de Salzbourg. Parmi les participants figurent l'évêque d'Eichstatt Uodalfrid, Wolfram de Freising et Gerhard de Passau.